# Ji Won No.1 (судно)
«Ji Won No.1» («Джи-Вон 1») — морское судно с российским экипажем из 12 человек, пропавшее без вести в Японском море в декабре 2008 года. Принадлежало корейской компании, зарегистрированной на Маршалловых островах.
По информации судовладельца, судно выполняло снабженческие функции. Представители российских кругов высказывали предположение, что истинной задачей судна мог быть морской промысел в Японском море.

## Исчезновение судна
22 декабря 2008 года судно вышло из порта Мукхо, Южная Корея. С 25 декабря 2008 года с ним была утрачена связь.
19 января 2009 года вблизи порта Румои (остров Хоккайдо, Япония) был обнаружен погибший человек в спасательном жилете. При нем были обнаружены паспорта четверых российских граждан.
По 22 января 2009 года японские спасательные службы (координационный центр в Отару) проводили активный поиск судна с использованием самолетов и патрульных катеров.
К 11 февраля 2009 года все поисковые работы были прекращены.

## Экипаж судна
- Борис Огородников, 1960 г.р., капитан
- Константин Прокопив, 1973 г.р., старший помощник капитана
- Валерий Шпаковский, 1960 г.р., старший механик
- Денис Ларченко, 1983 г.р., моторист
- Александр Кравченко, 1968 г.р., моторист
- Вадим Плешкунов, 1988 г.р., матрос
- Евгений Грачев, 1987 г.р., матрос
- Иван Проценко, 1983 г.р., матрос
- Игорь Морозюк, 1984 г.р., матрос
- Андрей Горячий, 1970 г.р., матрос
- Виталий Чернов, 1972 г.р., матрос
- Александр Голов, 1961 г.р., повар